# Ліниві вареники
Ліниві або ледачі (іноді швидкі) вареники — страва української кухні (та інших пострадянських країн), спрощений варіант приготування вареників.
На Буковині варіант лінивих вареників — книґлі.
Якісно приготовані ліниві вареники мають циліндричну, ромбоподібну або квадратну форму, не деформуються і не злипаються.

## Рецепт

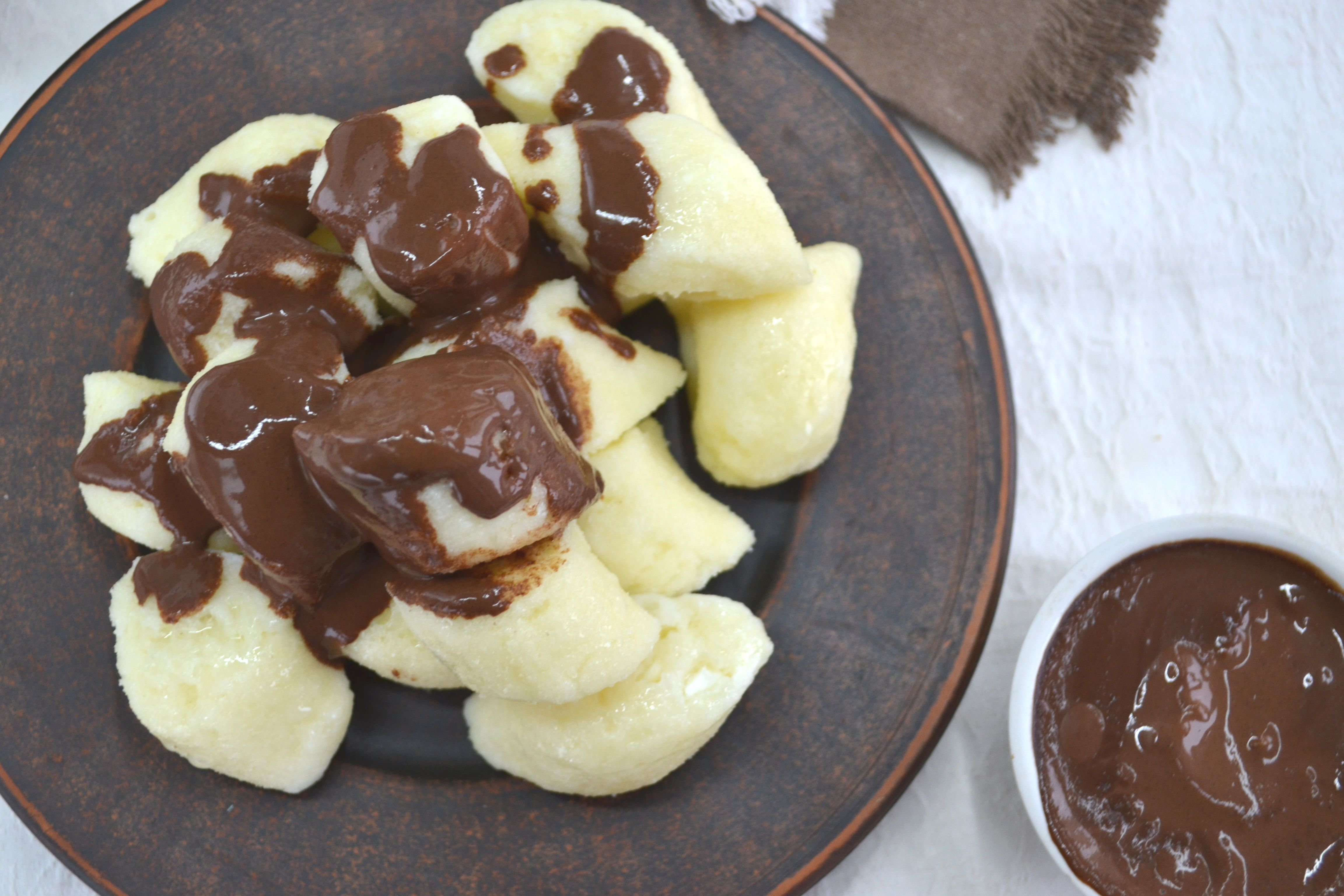
Ліниві вареники з шоколадним соусом

У протертий сир додати борошно, сіль, цукор, яйця і перемішати до утворення однорідної маси. Потім розкачати шаром 10—12 мм завтовшки, розрізати на смужки 2—2,5 см завширшки, які нарізати на шматки у вигляді прямокутників або ромбів. До варіння зберігати, як вареники з сиром. Відварити у киплячій підсоленій воді 4—5 хв. Вареники, що спливли, обережно вийняти, покласти у посуд з розтопленим маслом, струсити. Подавати у круглому баранчику з кришкою з вершковим маслом, сметаною або цукром. В разі приготування вареників у великій кількості не слід у масу класти цукор, оскільки вона розріджуватиметься під час теплової обробки внаслідок плавлення цукру. В цьому разі цукор можна подати окремо.
Є і солодкі варіанти.

## В культурі
Український поет Анатолій Качан присвятив однойменний вірш-безконечник цій страві:
Еники-беники, еники-беники, 
Мама зварила ліниві вареники.
Мурка з-під столу нявкнула «няв!» —
Я їй лінивих вареників дав.
Боже мій милий, що з нею сталось:
Мурка весь день по підлозі качалась,
Потім заснула біля дверей

І перестала ловити мишей. ...